# WWE Hardcore Championship
WWF Hardcore Championship là một chức vô địch WWF tạo ra vào ngày 2/11/1998 và bãi bỏ vào ngày 26/8/2002. Do WWF đã đổi tên thành WWE nên danh hiệu này cũng được đổi tên thành WWE Harcore Championship.
| WWE Hardcore Championship                                                             | WWE Hardcore Championship |
| Details                                                                               | Details                   |
| ------------------------------------------------------------------------------------- | ------------------------- |
| Date established                                                                      | ngày 2 tháng 11 năm 1998  |
| Date retired                                                                          | ngày 26 tháng 8 năm 2002  |
| Other name(s)                                                                         |                           |
| - WWF Hardcore Championship                                                           |                           |
| \| [show]Statistics \| [show]Statistics \| \| ---------------- \| ---------------- \| |                           |
| [show]Statistics                                                                      |                           |

## Lịch sử
Mr. McMahon đã trao danh hiệu này cho Mankind vào ngày 2.11.1998.

## Các nhà vô địch
Mankind (2/11/1998 - 30/11/1998)
Big Boss Man (30/11/1998 - 15/12/1998)
Road Dogg (15/12/1998 - 14/2/1999)
Bob Holly (14/2/1999 - 15/3/1999)
Billy Gunn (15/3/1999 - 28/3/1999)
Hardcore Holly (28/3/1999 - 25/4/1999)
Al Snow (25/4/1999 - 25/7/1999)
Big Boss Man (25/7/1999 - 22/8/1999)
Al Snow (22/8/1999 - 24/8/1999)
Big Boss Man (24/8/1999 - 7/9/1999)
The British Bulldog (7/9/1999)
Al Snow (7/9/1999 - 12/10/1999)
Big Boss Man (12/10/1999 - 17/1/2000)
Test (17/1/2000 - 24/2/2000)
Crash Holly (24/2/2000 - 13/3/2000)
Pete Gas (13/3/2000)
Crash Holly (13/3/2000 - 2/4/2000)
Tazz (2/4/2000)
Viscera (2/4/2000)
Funaki (2/4/2000)